# Україна на зимових Олімпійських іграх 1998
Україна брала участь у Зимових Олімпійських іграх 1998 року в Нагано (Японія) вдруге за свою історію, і завоювала одну срібну медаль.

## Медалі

### Срібло
- Олена Петрова — Біатлон, жінки

## Біатлон
Спортсменів — 10
Чоловіки
| Спортсмени                                                      | Змагання            | Час                                       | Промахи                         | Відставання | Місце |
| --------------------------------------------------------------- | ------------------- | ----------------------------------------- | ------------------------------- | ----------- | ----- |
| Руслан Лисенко                                                  | спринт              | 29:49.6                                   | 0 (0+0)                         | +2:33.4     | 30    |
| Андрій Дериземля                                                | спринт              | 30:33.6                                   | 3 (1+2)                         | +3:17.4     | 45    |
| В'ячеслав Деркач                                                | індивідуальна гонка | 1:03:14.6                                 | 4 (3+1+0+0)                     | +6:58.2     | 50    |
| Микола Крупник                                                  | індивідуальна гонка | 1:05:36.3                                 | 6 (2+1+2+1)                     | +9:19.9     | 63    |
| В'ячеслав Деркач Руслан Лисенко Микола Крупник Андрій Дериземля | естафета            | 21:29.0 21:41.9 21:54.2 23:52.0 1:28:57.1 | 0+1 0+2 0+1 0+1 3+3 1+3 3+6 1+7 | +7:20.9     | 18    |

Жінки
| Спортсмени                                                              | Змагання            | Час                                       | Промахи                                 | Відставання | Місце |
| ----------------------------------------------------------------------- | ------------------- | ----------------------------------------- | --------------------------------------- | ----------- | ----- |
| Ірина Меркушина                                                         | спринт              | 25:58.6                                   | 3 (1+2)                                 | +2:50.6     | 49    |
| Ніна Лемеш                                                              | спринт              | 24:39.8                                   | 1 (0+1)                                 | +1:31.8     | 21    |
| Тетяна Водоп'янова                                                      | спринт              | 24:23.3                                   | 0 (0+0)                                 | +1:15.3     | 19    |
| Олена Петрова                                                           | спринт              | 24:04.5                                   | 1 (1+0)                                 | +56.5       | 11    |
| Валентина Цербе-Несіна                                                  | індивідуальна гонка | 1:01:58.8                                 | 4 (0+3+1+0)                             | +7:06.8     | 47    |
| Олена Зубрилова                                                         | індивідуальна гонка | 59:43.0                                   | 2 (2+0+0+0)                             | +4:51.0     | 28    |
| Тетяна Водоп'янова                                                      | індивідуальна гонка | 58:45.9                                   | 3 (1+1+1+0)                             | +3:53.9     | 24    |
| Олена Петрова                                                           | індивідуальна гонка | 55:09.8                                   | 1 (1+0+0+0)                             | +17.8       | 2     |
| Валентина Цербе-Несіна Олена Петрова Тетяна Водоп'янова Олена Зубрилова | естафета            | 26:36.5 25:20.9 25:43.9 24:51.3 1:42:32.6 | 0+0 0+2 0+0 0+0 0+2 0+0 0+1 0+1 0+3 0+3 | +2:19.0     | 5     |

## Бобслей
Спортсменів — 2
| Спортсмен                | Змагання | Заїзд 1 | Заїзд 1 | Заїзд 2 | Заїзд 2 | Заїзд 3 | Заїзд 3 | Заїзд 4 | Заїзд 4 | Загалом | Загалом |
| Спортсмен                | Змагання | Час     | Місце   | Час     | Місце   | Час     | Місце   | Час     | Місце   | Час     | Місце   |
| ------------------------ | -------- | ------- | ------- | ------- | ------- | ------- | ------- | ------- | ------- | ------- | ------- |
| Юрій Панчук Олег Поливач | двійки   | 55.47   | 20      | 55.36   | 22      | 55.52   | 23      | 55.47   | 23      | 3:41.82 | 23      |

## Санний спорт
Спортсменів — 6
| Спортсмени                   | Змагання             | Заїзд 1 | Заїзд 1 | Заїзд 2 | Заїзд 2 | Заїзд 3 | Заїзд 3 | Заїзд 4 | Заїзд 4 | Загалом  | Загалом |
| Спортсмени                   | Змагання             | Час     | Місце   | Час     | Місце   | Час     | Місце   | Час     | Місце   | Час      | Місце   |
| ---------------------------- | -------------------- | ------- | ------- | ------- | ------- | ------- | ------- | ------- | ------- | -------- | ------- |
| Ігор Урбанський Андрій Мухін | Пари                 | 51.262  | 7       | 50.706  | 5       | Н/Д     | Н/Д     | Н/Д     | Н/Д     | 1:41.968 | 7       |
| Олег Авдєєв Данило Панченко  | Пари                 | 51.413  | 11      | 51.275  | 12      | Н/Д     | Н/Д     | Н/Д     | Н/Д     | 1:42.688 | 11      |
| Лілія Лудан                  | Жіночі одиночні сани | 52.213  | 17      | 52.087  | 15      | 51.815  | 19      | 51.596  | 19      | 3:27.711 | 16      |
| Наталія Якушенко             | Жіночі одиночні сани | 52.014  | 13      | 51.746  | 9       | 51.511  | 11      | 51.277  | 12      | 3:26.548 | 11      |

## Фристайл
Спортсменів — 7
| Спортсмени        | Змагання   | Кваліфікація | Кваліфікація | Кваліфікація | Кваліфікація | Кваліфікація | Кваліфікація | Фінал           | Фінал           | Фінал           | Фінал           | Фінал           | Фінал           |
| Спортсмени        | Змагання   | Стрибок 1    | Стрибок 1    | Стрибок 2    | Стрибок 2    | Загалом      | Загалом      | Стрибок 1       | Стрибок 1       | Стрибок 2       | Стрибок 2       | Загалом         | Загалом         |
| Спортсмени        | Змагання   | Оцінка       | Місце        | Оцінка       | Місце        | Сума         | Місце        | Оцінка          | Місце           | Оцінка          | Місце           | Сума            | Місце           |
| Чоловіки          | Чоловіки   | Чоловіки     | Чоловіки     | Чоловіки     | Чоловіки     | Чоловіки     | Чоловіки     | Чоловіки        | Чоловіки        | Чоловіки        | Чоловіки        | Чоловіки        | Чоловіки        |
| ----------------- | ---------- | ------------ | ------------ | ------------ | ------------ | ------------ | ------------ | --------------- | --------------- | --------------- | --------------- | --------------- | --------------- |
| Сергій Бут        | акробатика | 65.25        | 23           | 45.36        | 24           | 110.61       | 24           | Завершив виступ | Завершив виступ | Завершив виступ | Завершив виступ | Завершив виступ | Завершив виступ |
| Юрій Стецько      | акробатика | 89.46        | 16           | 82.00        | 21           | 171.46       | 19           | Завершив виступ | Завершив виступ | Завершив виступ | Завершив виступ | Завершив виступ | Завершив виступ |
| Станіслав Кравчук | акробатика | 113.05       | 7            | 113.60       | 7            | 226.65       | 6            | 107.35          | 10              | 112.59          | 9               | 219.94          | 9               |
| Жінки             |            |              |              |              |              |              |              |                 |                 |                 |                 |                 |                 |
| Олена Юнчик       | акробатика | 77.64        | 13           | 79.31        | 12           | 156.95       | 12           | 56.84           | 11              | 82.21           | 9               | 139.05          | 10              |
| Юлія Клюкова      | акробатика | 79.23        | 11           | 82.36        | 9            | 161.59       | 11           | 68.76           | 8               | 84.39           | 6               | 153.15          | 8               |
| Тетяна Козаченко  | акробатика | 72.79        | 16           | 89.30        | 4            | 162.09       | 9            | 81.49           | 6               | 85.83           | 4               | 167.32          | 4               |
| Алла Цупер        | акробатика | 91.05        | 2            | 87.41        | 5            | 178.46       | 2            | 82.18           | 5               | 83.94           | 8               | 166.12          | 5               |